# Praga AT
Praga AT (Traktor) byl zemědělský a průmyslový traktor vyráběný Automobilním oddělením První českomoravské továrny na stroje v Praze-Libni mezi lety 1928–1942. Byl vůbec druhým sériově vyráběným zemědělským traktorem v Československu.

## Příběh
Typ AT byl představen jakožto první typ zemědělského traktoru značky Praga a druhý takový typ vozidla původní tovární konstrukce v Československu, po typu HT-30 značky Škoda Plzeň z roku 1926. Poháněl jej vodou chlazený benzínový čtyřválec o zdvihovém objemu 1 947 cm³ a výkonu 20 až 25 koní. Hmotnost traktoru činila 1 200 kg. Traktor bylo možné použít rovněž jako stabilní pohon zemědelských strojů formou řemenového převodu.
V letech 1926 až 1942 bylo vyrobeno okolo 500 strojů. Souběžně s tímto modelem vyráběla Praga rovněž modely traktorů BD a KT.